# Cerastium vagans
Cerastium vagans é uma espécie de planta com flor pertencente à família Caryophyllaceae. 
A autoridade científica da espécie é Lowe, tendo sido publicada em Transactions of the Cambridge Philosophical Society reimpr. 6: 26. 1838.

## Portugal
Trata-se de uma espécie presente no território português, nomeadamente os seguintes táxones infraespecíficos:
- Cerastium vagans var. vagans - presente no Arquipélago da Madeira. Em termos de naturalidade é endémica da região Macaronésia. Não se encontra protegida por legislação portuguesa ou da Comunidade Europeia.
- Cerastium vagans var. ciliatum - presente no Arquipélago dos Açores. Em termos de naturalidade é endémica da região atrás referida. Não se encontra protegida por legislação portuguesa ou da Comunidade Europeia.